# Prothoracibidion
Prothoracibidion is een kevergeslacht uit de familie van de boktorren (Cerambycidae). De wetenschappelijke naam van het geslacht werd voor het eerst geldig gepubliceerd in 1960 door Martins.

## Soorten
Prothoracibidion omvat de volgende soorten:
- Prothoracibidion flavozonatum Martins, 1960
- Prothoracibidion plicatithorax Martins, 1960
- Prothoracibidion xanthopterum Martins, 1962